# Palatul de Finanțe din Cluj-Napoca
Palatul de Finanțe este situat în Piața Avram Iancu din Cluj-Napoca (în trecut Piața Huniade). 
A fost construit în anul 1880 după planurile întocmite de arhitectul Friedrich Mätz. De-a lungul timpului clădirea și-a păstrat destinația.